# Rosario del Tala
Rosario del Tala, est une ville de la province d'Entre Ríos en Argentine, chef-lieu du département de Tala.
La ville comptait 12 747 habitants en 2001, en hausse de 10,6 % par rapport aux 11 530 habitants de 1991.